# Sonzacate
Sonzacate è un comune del dipartimento di Sonsonate, in El Salvador.